# Hartenbos
Hartenbos è una località costiera sudafricana situata nella municipalità distrettuale di Eden nella provincia del Capo Occidentale, non lontano dalla città di Mossel Bay, tanto da poterne essere considerata un sobborgo.